# Chelmonops
Chelmonops ist eine artenarme, nur zwei einander stark ähnelnde Arten umfassende Gattung der Falterfische (Chaetodontidae). Beide Arten leben an subtropischen und gemäßigten Küsten Australiens und werden etwas über 20 Zentimeter lang. Sie sind hochrückig und durch ein Muster von breiten, schwarzen bis braunen und silbrigweißen Streifen gezeichnet. Rücken- und Afterflossen sind ausgezogen und betonen noch den hohen Körper. Die Schnauze ist lang. Ausgewachsene Chelmonops sind territorial und leben paarweise in Fels- und Korallenriffen, Ästuarien und geschützten Buchten. Jungfische sind solitär und tragen einen großen Augenfleck im weichstrahligen Teil der Rückenflosse. Chelmonops ernähren sich von Algen und kleinen wirbellosen Tieren. Sie sind eng mit den tropischen Pinzettfischen der Gattung Chelmon verwandt und gelten als deren Schwestergruppe.

## Arten
- Südaustralischer Pinzettfisch (Chelmonops curiosus) Kuiter, 1986; kommt von Perth bis Adelaide vor.
- Ostaustralischer Pinzettfisch (Chelmonops truncatus) (Kner, 1859) (Typusart); kommt von Süd-Queensland bis New South Wales vor und hat ein steileres Kopfprofil als Chelmonops curiosus.

Eine ursprünglich zu der Gattung gezählte dritte Art, der Lord-Howe-Falterfisch, trägt heute des wiss. Namen Amphichaetodon howensis.